# Arctobius agelenoides
Arctobius agelenoides is een spinnensoort in de taxonomische indeling van de nachtkaardespinnen (Amaurobiidae).
Het dier behoort tot het geslacht Arctobius. De wetenschappelijke naam van de soort werd voor het eerst geldig gepubliceerd in 1919 door James Henry Emerton.